# Scare Force One
A Scare Force One a Lordi nevű finn hard rock-zenekar hetedik stúdióalbuma, amelyet 2014 nyarán rögzítettek és 2014. október 31-én jelent meg.

## Az album dalai
| #   | Cím                                  | Dalszöveg            | Zene               | Hossz |
| --- | ------------------------------------ | -------------------- | ------------------ | ----- |
| 1.  | SCG7: Arm Your Doors And Cross Check | Mr Lordi             | Mr Lordi           | 1:34  |
| 2.  | Scare Force One                      | Mr Lordi/Tracy Lipp  | Mr Lordi           | 4:58  |
| 3.  | How To Slice A Whore                 | Mr Lordi/Tracy Lipp  | Mr Lordi/Mr. OX    | 2:47  |
| 4.  | Hell Sent In The Clowns              | Mr Lordi/Tracy Lipp  | Mr Lordi/Mr. Mana  | 4:20  |
| 5.  | House Of Ghosts                      | Mr Lordi/Tracy Lipp  | Mr. Lordi/Mr. Mana | 4:12  |
| 6.  | Monster Is My Name                   | Mr Lordi/Tracy Lipp  | Mr Lordi           | 3:34  |
| 7.  | Cadaver Lover                        | Mr. Lordi/Tracy Lipp | Mr. Lordi          | 3:51  |
| 8.  | Amen's Lament To Ra II               |                      | Mr. Amen           | 1:10  |
| 9.  | Nailed By the Hammer of Frankenstein | Mr Lordi/Tracy Lipp  | Mr Lordi/PK Hell   | 3:20  |
| 10. | The United Rocking Dead              | Mr Lordi/Tracy Lipp  | Mr Lordi/Mr. Amen  | 5:46  |
| 11. | She's A Demon                        | Mr Lordi/Tracy Lipp  | Mr Lordi           | 5:37  |
| 12. | Hella's Kitchen                      | Hella                | Hella              | 1:10  |
| 13. | Sir, Mr. Presideath, Sir! (+ETA)     | Mr Lordi/Tracy Lipp  | Mr Lordi/Mr. Amen  | 5:44  |

### Bónusz dal
- I'm So Excited (The Pointer Sisters feldolgozás; japán kiadás) 4:20

## Kislemezek az albumról
1. "Nailed By the Hammer of Frankenstein" – 2014. szeptember 19.
2. "Scare Force One" – 2014. október 30.
3. 'House of Ghosts" – 2015. március 30.

## Közreműködők
- Mr. Lordi – ének
- Amen – Gitár
- Mana – Dob
- OX – Basszusgitár
- Hella – Billentyűs hangszerek